# Лясковізна (Воломінський повіт)
Лясковізна (пол. Laskowizna) — село в Польщі, у гміні Посвентне Воломінського повіту Мазовецького воєводства.
Населення — 108 осіб (2011).
У 1975-1998 роках село належало до Седлецького воєводства.

## Демографія
Демографічна структура станом на 31 березня 2011 року:
|          | Загалом | Допрацездатний вік | Працездатний вік | Постпрацездатний вік |
| -------- | ------- | ------------------ | ---------------- | -------------------- |
| Чоловіки | 57      | 9                  | 44               | 4                    |
| Жінки    | 51      | 11                 | 32               | 8                    |
| Разом    | 108     | 20                 | 76               | 12                   |